# Ostřice tmavá
Ostřice tmavá (Carex atrata) je druh jednoděložné rostliny z čeledi šáchorovité (Cyperaceae).

## Popis
Jedná se o rostlinu dosahující výšky nejčastěji 15–30 cm. Bývá nižší než blízce příbuzný druh ostřice zčernalá, která dosahuje výšky cca 30–60 cm. Je vytrvalá, trsnatá s krátkými oddenky. Listy jsou střídavé, přisedlé, s listovými pochvami. Lodyha je trojhranná, celá hladká (nikoliv nahoře drsná jako ostřice zčernalá), delší nebo stejně dlouhá jako listy. Čepele jsou asi 3–6 mm široké, ploché nebo někdy nadvinuté, bledě až sivě zelené. Ostřice zčernalá má listy širší, nejčastěji 5–11 mm široké. Pochvy bazálních listů jsou nachově černohnědé až černé, jen slabě vláknitě rozpadavé. Ostřice tmavá patří mezi různoklasé ostřice, avšak vrcholový klásek není pouze samčí, ale je smíšený. Dole jsou samčí květy, na špičce klásků jsou samičí. Bočních klásků je nejčastěji 1–4 cm a jsou zpravidla celé samičí. Dolní listen často delší než celé květenství. Okvětí chybí. V samčích květech jsou zpravidla 3 tyčinky. Čnělky jsou většinou 3, vzácně 2. Plodem je mošnička, která je široce vejčitá, 3–4 mm dlouhá, žlutozelená, později nachově černá, na vrcholu zúžená do velmi krátkého zobánku. Podobná ostřice zčernalá má mošničky nejčastěji 4–5 mm dlouhé. Každá mošnička je podepřená plevou, která je nachově černá se světlejším lemem, špičatá. Kvete nejčastěji v červnu až v červenci. Počet chromozómů: 2n=54.

## Rozšíření
Ostřice tmavá v širším pojetí je severský a vysokohorský druh, vyskytuje se v Evropě, v Asii a v Severní Americe. Pokud budeme brát taxon v užším pojetí, pak mohou některé populace, např. v Severní Americe, patřit blízce příbuzným taxonům. Mapka rozšíření viz zde: .

## Rozšíření v Česku
V ČR roste roste velmi vzácně v subalpínských polohách Krkonoš a Hrubého Jeseníku, v minulosti rostla snad i na Králickém Sněžníku. Je to kriticky ohrožený druh flóry ČR, kategorie C1.